# Chard (Creuse)
Chard település Franciaországban, Creuse megyében. Lakosainak száma 206 fő (2022. január 1.). Chard Châtelard, Dontreix, Lioux-les-Monges, Les Mars és Mérinchal községekkel határos.

## Népesség
A település népességének változása:
| Lakosok száma | 282  | 215  | 204  | 189  | 202  | 201  | 211  | 205  | 202  | 206  |
|               | 1968 | 1982 | 1990 | 2006 | 2013 | 2015 | 2017 | 2019 | 2020 | 2022 |